# Betaling
 Denne artikel bør gennemlæses af en person med fagkendskab for at sikre den faglige korrekthed.

Betaling bruges undertiden, navnlig i juridisk sprogbrug, som betegnelse for erlæggelse af en skyldig præstation af hvilken som helst art. I almindelighed forstås dog ved betaling opfyldelse af en forpligtelse til at erlægge penge, eller hvad dermed kan sættes i stedet. Hovedreglen er, at betaling skal erlægges til den oprindelige kreditor, så længe debitor ikke har modtaget underretning om, at fordringen er overdraget til tredjemand. Herfra gøres dog i dansk ret den meget betydelige undtagelse, at, hvor talen er om gældsbreve og lignende negotiable papirer, frigøres debitor ved – ligesom han på den anden side også er pligtig til – at betale til den, der møder med papiret med en i formen behørig adkomst, om hvis ægthed debitor ikke har nogen rimelig grund til at tvivle. Mere eller mindre vidtgående regler af lignende art findes i fremmed ret.
I engros-handelen og i det hele i den større forretningsverden vil i øvrigt i nutiden kun en meget ringe del af, hvad der skyldes, blive
afgjort ved egentlig pengebetaling, hvorimod uhyre summer daglig dækkes, navnlig på grundlag af de juridiske begreber: modregning mellem to skyldforhold; samt fuldmagt; og endvidere transport af en fordring. Dette kan ske under medvirkning af banker og clearing-houses ved hjælp af veksler, checks, girobetaling, skontration etc. – ved indirekte betaling forstås betaling gennem en tredjemand, f.eks. ved hjælp af elektronisk betalingsformidling.

## Ekstern henvisning
lov om betalinger på retsinformation.dk